# Miričina
Miričina je naseljeno mjesto u sastavu općine Gračanica, Federacija Bosne i Hercegovine, BiH.

## Povijest
U nekim povijesnim dokumentima koji datiraju s početka 17. stoljeća, u Miričini je jedna katolička župa, najvjerojatnije s manjom crkvom.

## Stanovništvo
| Miričina           |                |                |                |
| godina popisa      | 1991.          | 1981.          | 1971.          |
| Muslimani          | 2.391 (94,99%) | 2.137 (94,05%) | 1.961 (98,94%) |
| Hrvati             | 8 (0,31%)      | 5 (0,22%)      | 3 (0,15%)      |
| Srbi               | 7 (0,27%)      | 12 (0,52%)     | 6 (0,30%)      |
| Jugoslaveni        | 56 (2,22%)     | 103 (4,53%)    | 1 (0,05%)      |
| ostali i nepoznato | 55 (2,18%)     | 15 (0,66%)     | 11 (0,55%)     |
| ukupno             | 2.517          | 2.272          | 1.982          |